# Your woman (álbum)
Your Woman es el primer álbum de la cantante Sunshine Anderson. El álbum presentó su primer sencillo "Heard It All Before" y el siguiente sencillo de la artista "Lunch Or Dinner". El álbum posee disco de oro en Estados Unidos desde el año 2001.

## Canciones
1. A Little Sunshine (Intro)
2. Better Off
3. He Said, She Said
4. Heard It All Before
5. Vulnerabilty (Skit)
6. Letting My Guard Down
7. Where Have You Been
8. Saved the Day
9. Lunch or Dinner
10. Last Night
11. Your Woman (Interludio)
12. Your Woman
13. Airport (Skit)
14. Being Away
15. Crazy Love
16. You Do You
17. Spoken Word (Skit)
18. A Little Sunshine

## Sencillos
- Heard It All Before
- Lunch or Dinner